# Юрков, Борис Павлович
Борис Павлович Юрков (1921—2012) — советский военный, генерал, участник Великой Отечественной войны, почётный гражданин города Зверево.

## Биография
Родился 25 августа 1921 года на станции Зверево, ныне Ростовской области, в семье железнодорожника.
В 1938 году, после окончания средней школы, поступил в 1-е Орджоникидзевское пехотное училище. Окончив его с отличием в 1940 году, был оставлен в училище командиром взвода курсантов. С декабря 1941 года был в училище командиром роты.
Участник Великой Отечественной войны, в которую вступил вместе с училищем в составе 29-й стрелковой дивизии 64-й армии в Сталинградскую битву. Был ранен и находился в госпитале. По излечении вернулся в родную дивизию, вскоре переименованную в 72-ю гвардейскую. Вскоре был назначен помощником начальника, а потом — начальником оперативного отделения штаба дивизии. Участвовал в Курской битве, в Кировоградской, Корсунь-Шевченковской и Ясско-Кишиневской операциях, освобождал Прагу. В ноябре 1944 года, в звании подполковника, Б. П. Юрков стал начальником штаба 81-й гвардейской стрелковой дивизии 7-й гвардейской армии, закончив войну в этом качестве.
После войны продолжил службу в Вооруженных Силах СССР. По окончании Военной академии имени М. В. Фрунзе, с 1947 по 1950 годы, служил старшим инспектором военно-учебных заведений Сухопутных войск. Затем был начальником штаба 255-й стрелковой дивизии на Камчатке, после чего был переведён в Клайпеду, где был начальником штаба 3-й гвардейской стрелковой дивизии. Окончив Военную академию Генерального штаба имени К. Е. Ворошилова (1958), с сентября 1960 года по март 1965 года командовал 110-й мотострелковой дивизией Приволжского военного округа в Оренбургской области. 27 апреля 1962 года ему было присвоено воинское звание генерал-майор. В 1965 году был назначен 1-м заместителем начальника штаба Приволжского военного округа.
Служба Юркова в Советской армии прервалась неожиданно — 9 августа 1965 года он попал в авиакатастрофу. После длительного лечения был переведён на преподавательскую деятельность в Военной академии Генерального штаба, где защитил кандидатскую диссертацию на тему «Управление войсками внутреннего военного округа при отмобилизовании и отправке их по предназначению в начале ядерной войны» и получил ученое звание доцента. В 1984 году ему было присвоено звание генерал-лейтенанта. В 1986 году по личной просьбе Борис Павлович был уволен из Вооруженных Сил.
Выйдя в отставку, по рекомендации врачей поселился поближе к природе — в деревне Красилово Новгородской области. Занимался общественной деятельностью — работал в Советах ветеранов родных стрелковых дивизий, а также в сельском и районном советах.
Умер 9 декабря 2012 года. Был похоронен со всеми воинскими почестями на Аллее ветеранов Великой Отечественной войны города Валдай.
Китель Бориса Павловича Юркова со всеми боевыми наградами находится в Краеведческой библиотеке-музее города Зверево.

### Семья
- Отец — Юрков Павел Поликарпович (1898—?).
- Мать — Юркова Ксения Степановна (1898—?).
- Жена — Юркова Елена Сергеевна (род. 1936).
  - Дети — Юрий (род. 1946) и Сергей (род. 1955).

## Награды
- Награждён тремя орденами Красного Знамени, орденом Александра Невского, двумя орденами Отечественной войны I степени, тремя орденами Красной Звезды и орденом «За службу Родине в Вооружённых Силах СССР» III степени, а также медалями, среди которых «За оборону Сталинграда», «За победу над Германией», «За боевые заслуги»[4].
- Почётный гражданин города Зверево c 2013 года (посмертно).